# قاچ چرخ
قاچ چرخ یا دنده پنج کامیون به شکل گووه ساخته می‌شود و در کنار چرخ یک وسیله نقلیه قرار داده می‌شود تا از حرکت اتفاقی آن جلوگیری کند. قاچ چرخ علاوه بر ترمز دستی برای ایمنی بیشتر قرار داده می‌شود. یک سطح قاچ چرخ صاف است و معمولاً از جنس لاستیک است تا اصطکاک خوبی با زمین داشته باشد و سطح دیگر آن معمولاً مقعر است تا نیروی غلبه چرخ بر قاچ را کاهش دهد.

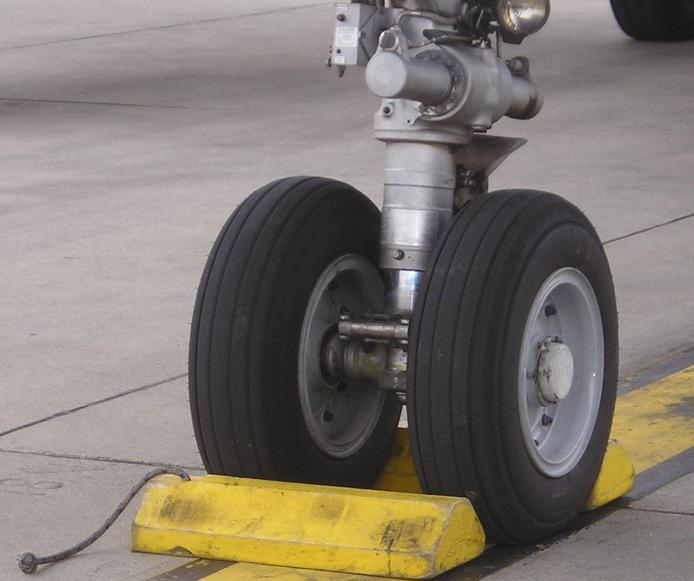
قاچ چرخ در دو طرف ارابه فرود یک هواپیما گذاشته شده است